# Warszawski Pułk Obrony Terytorialnej
Warszawski Pułk Obrony Terytorialnej im. Władysława Broniewskiego – oddział obrony terytorialnej ludowego Wojska Polskiego.
Warszawski Pułk Obrony Terytorialnej został sformowany na podstawie rozkazu Ministra Obrony Narodowej Nr 010/OTK z dnia 6 maja 1963 roku i zarządzenia Szefa Sztabu Generalnego WP Nr 069/Org. z dnia 6 maja 1963 roku.
Jednostka została zorganizowana w terminie do dnia 30 maja 1963 roku, poza normami wojska, w Ułężu, według etatu pułku OT kategorii „A”.
Minister Obrony Narodowej rozkazem Nr 43/MON z dnia 12 października 1964 roku nadał pułkowi imię Władysława Broniewskiego. Ceremonia nadania imienia patrona oraz wręczenia sztandaru ufundowanego przez społeczeństwo Ziemi Mazowieckiej odbyła się w 12 października 1964 roku w Płocku. W uroczystości wziął udział dowódca Warszawskiego Okręgu Wojskowego, generał dywizji Czesław Waryszak i szef Wojewódzkiego Sztabu Wojskowego w Warszawie, generał brygady Jan Drzewiecki.
Na podstawie zarządzenia szefa Sztabu Generalnego WP Nr 03/Org. z dnia 24 stycznia 1980 roku pułk został rozformowany. Na bazie pułku, w Siedlcach, został utworzony 16 batalion piechoty Obrony Terytorialnej im. Władysława Broniewskiego (JW 2491), który podporządkowano dowódcy Warszawskiej Brygady Obrony Terytorialnej.